# Charles Antoine Liébault
Charles Antoine Liébault (Nancy, 4 novembre 1771 – Parigi, 30 aprile 1811) è stato un militare francese, generale di brigata della rivoluzione e del Primo Impero francese.

## Biografia
Figlio illegittimo di Luigi XV e di Reyne Guétart, entrò in servizio nel 1792, divenendo aiutante generale e comandante di battaglione il 28 dicembre 1792. Partecipò alla guerra in Vandea dal 1793 al 1794. Il 19 maggio 1794 fu sospeso dalle sue funzioni e condotto ad Angers per affrontare il rappresentante Bourbotte. Reintegrato dal Comitato di Sicurezza Generale il 9 aprile 1795, con il grado di capitano, fu nominato aiutante generale e comandante di brigata il 13 giugno 1795, nella 17ª divisione militare. Assegnato all'esercito d'Italia, fu ferito il 19 giugno 1799 nella battaglia della Trebbia. Fu promosso generale di brigata provvisorio dal generale Macdonald il 30 giugno 1799, nomina approvata il 19 ottobre successivo. Nel gennaio 1800 comandò la 1ª brigata della 1ª divisione e l'8 novembre 1800 lasciò l'esercito d'Italia per l'Armata dei Grigioni, venendo posto in stato di inattività il 23 settembre 1801. Reintegrato il 23 settembre 1802 nella 15ª regione militare, il 30 dicembre successivo, al comando di Rochefort, fu coinvolto in una rissa di strada con un suo sottoposto, al quale doveva una somma di 800 franchi, che non poté restituire. Il 1º maggio 1803 fu incaricato di recarsi a Saint-Domingue, ma non si imbarcò. Il 20 giugno fu congedato dall'esercito e posto sotto il controllo della polizia, prima a Bruxelles e poi a Lille. Morì a Parigi il 30 aprile 1811.